# Rhovanion
 (avril 2009).

Carte du nord-est de la Terre du Milieu, le Rhovanion au centre.

Le Rhovanion est une région de la Terre du Milieu, monde imaginaire créé par l'auteur britannique J. R. R. Tolkien.

## Géographie
Le Rhovanion s'étend à l'Est des Monts Brumeux, jusqu'au territoire de Rhûn. Il s'achève au nord par les Montagnes Grises, la Brande Desséchée et les Collines de Fer et descend vers le Sud, jusqu'au royaume de Rohan, l'Emyn Muil et Dagorlad.
Cette région trouve, plus ou moins en son centre, la Forêt Noire. Elle est parcourue par plusieurs fleuves et rivières, notamment l'Anduin, le Celduin et la Carnen. C'est dans cette contrée que l'on trouve la Lórien, le Mont Solitaire, Dale ou encore Esgaroth sur le Long Lac. Les Beornides demeurent également dans une partie de ce territoire, à l'ouest de la Forêt Noire, non loin de la Vieille Route de la Forêt. Ce pays se nomme le Val d'Anduin. 
Le Rhovanion n'a pas été épargné par l'emprise du Mordor. En effet, dans la Forêt Noire, presque en face de la Lórien, Sauron éleva la sinistre forteresse de Dol Guldur. Refuge du sombre Nécromancien, elle fut l'épicentre d'une vague d'ombre qui recouvrit la Forêt, où proliféra une myriade de dangereuses créatures.
Lors de son voyage, raconté dans Le Hobbit, Bilbon Sacquet de la Comté traversa, après son départ de Fondcombe, la partie septentrionale de cette région, en se dirigeant vers l'Est, vers le Mont Solitaire.

## Histoire
Des Elfes et des Hommes traversèrent ce territoire lors de leur grande marche vers l'Ouest. Des parents du Peuple de Hador s'établirent alors sur ces terres et contractèrent une alliance prospère avec le royaume nain de Khazad-dûm.
Au cours du Second Âge, des Orientaux furent lancés par Sauron de Mordor contre les Hommes du Rhovanion qui en furent grandement affaiblis.
Durant le Troisième Âge, le Gondor, au summum de sa puissance, conclut une alliance avec les Hommes du Nord, dont le royaume le plus important s'étendait entre la Forêt Noire et le Celduin. Ce domaine était dirigé par Vidugavia, qui se nommait « Roi du Rhovanion ».
Chassés par l'invasion des Gens-des-Chariots, les exilés migrèrent vers les sources de l'Anduin et, bien plus tard, leurs descendants s'établirent au Rohan.
Le Rhovanion fut le théâtre de plusieurs conflits d'importance majeure dans la Guerre de l'Anneau, qui opposèrent trois des Peuples Libres de la Terre du Milieu aux forces du Mordor. La ville de Dale fut assiégée par des Orientaux, lancés de Rhûn par Sauron. À la suite de leur défaite, les Hommes de Dale et leurs alliés nains se réfugièrent dans le Mont Solitaire, où ils tinrent bon. Aux mêmes instants, la Lórien fut, par trois fois, assaillie par des armées sorties de Dol Guldur. Les Elfes triomphèrent toutefois dans ces luttes successives.
Quand vint la destruction de l'Anneau Unique et la ruine du Mordor, les Nains et les Hommes de Dale reconquirent la ville humaine et en chassèrent les Orientaux. Les Elfes, conduits par Celeborn, Galadriel et Thranduil, rasèrent entièrement Dol Guldur, libérant la Forêt du joug des ombres.

## Sources
- Karen Wynn Fonstad (trad. Daniel Lauzon), « La Contrée Sauvage », dans Atlas de la Terre du Milieu, Bragelonne, 2022 (ISBN 979-10-281-1331-5), p. 92.
- Le Silmarillion, Les Anneaux de Pouvoir et le Troisième Age.
- Contes et légendes inachevés, Le Troisième Âge, Cirion et Eorl.